# 種生基
種生基是活人的生墳、壽墳，也叫做生基造運法，是一種道教風水秘術，相傳能夠改善命運。
風水師先將當事人的八字文書、衣服、頭髮、指甲、銅錢和玉器等放進風水墳墓中，然後進行七七四十九日的法事。不同風水師對於放置的物品有不同做法。據說藉由種生基可以讓原本來擾亂尋仇的瘟神餓鬼或者冤親債主誤以為當事人已死，所以從此延年、改運。
種生基的目的有摧官、功名、保命、增壽、求婚、求子、啟智、進祿、招財等等。
種生基在香港名流中非常流行，其中以龔如心最為聞名。多處華懋旗下物業都有種生基。